# مزرعه سید احمد
مزرعه سید احمد یک منطقهٔ مسکونی در ایران است که در دهستان قره‌قویون جنوبی واقع شده‌است.